# Mesochorus rutilus
Mesochorus rutilus är en stekelart som beskrevs av Schwenke 2002. Mesochorus rutilus ingår i släktet Mesochorus och familjen brokparasitsteklar. Inga underarter finns listade i Catalogue of Life.